# (200102) 1995 QH3
(200102) 1995 QH3 es un asteroide perteneciente al cinturón de asteroides, descubierto el 31 de agosto de 1995 por el equipo de la Estación Óptica de Maui de la Fuerza Aérea (AMOS) desde el Observatorio de Haleakala, Hawái, Estados Unidos.

## Designación y nombre
Designado provisionalmente como 1995 QH3.

## Características orbitales
1995 QH3 está situado a una distancia media del Sol de 2,587 ua, pudiendo alejarse hasta 2,938 ua y acercarse hasta 2,236 ua. Su excentricidad es 0,135 y la inclinación orbital 4,551 grados. Emplea 1520,53 días en completar una órbita alrededor del Sol.

## Características físicas
La magnitud absoluta de 1995 QH3 es 16,1.